# 케이트 쇼틀랜드
케이트 쇼틀랜드(영어: Cate Shortland, 1968년 8월 10일 ~ )는 오스트레일리아의 영화 감독, 영화 각본가, 텔레비전 감독·작가이다.
1968년 테모라에서 태어났으며, 호주국립영화방송학교(AFTRS; Austrailia Film, Television and Radio School)에서 영화를 전공하였다. 재학 당시부터 단편영화를 발표해 주목을 받았다. 2004년 발표한 장편 데뷔작 《아찔한 십대》는 AACTA 어워드 감독상과 각본상을 수상했다.

## 연출 작품 목록

### 영화
| 연도 | 제목          | 원제            | 역할 | 역할 | 비고     |
| 연도 | 제목          | 원제            | 감독 | 각본 | 비고     |
| ---- | ------------- | --------------- | ---- | ---- | -------- |
| 1998 |               | Pentuphouse     | 예   | 예   | 단편영화 |
| 1999 | 꽃소녀        | Flowergirl      | 예   | 예   | 단편영화 |
| 2000 | 기쁨          | Joy             | 예   | 예   | 단편영화 |
| 2004 | 아찔한 십대   | Somersault      | 예   | 예   |          |
| 2006 | 더 사일런스   | The Silence     | 예   |      | TV 영화  |
| 2012 | 로어          | Lore            | 예   | 예   |          |
| 2017 | 베를린 신드롬 | Berlin Syndrome | 예   |      |          |
| 2021 | 블랙 위도우   | Black Widow     | 예   |      |          |